# Trung tâm Liên bang về Giáo dục công nghệ (Minas Gerais)

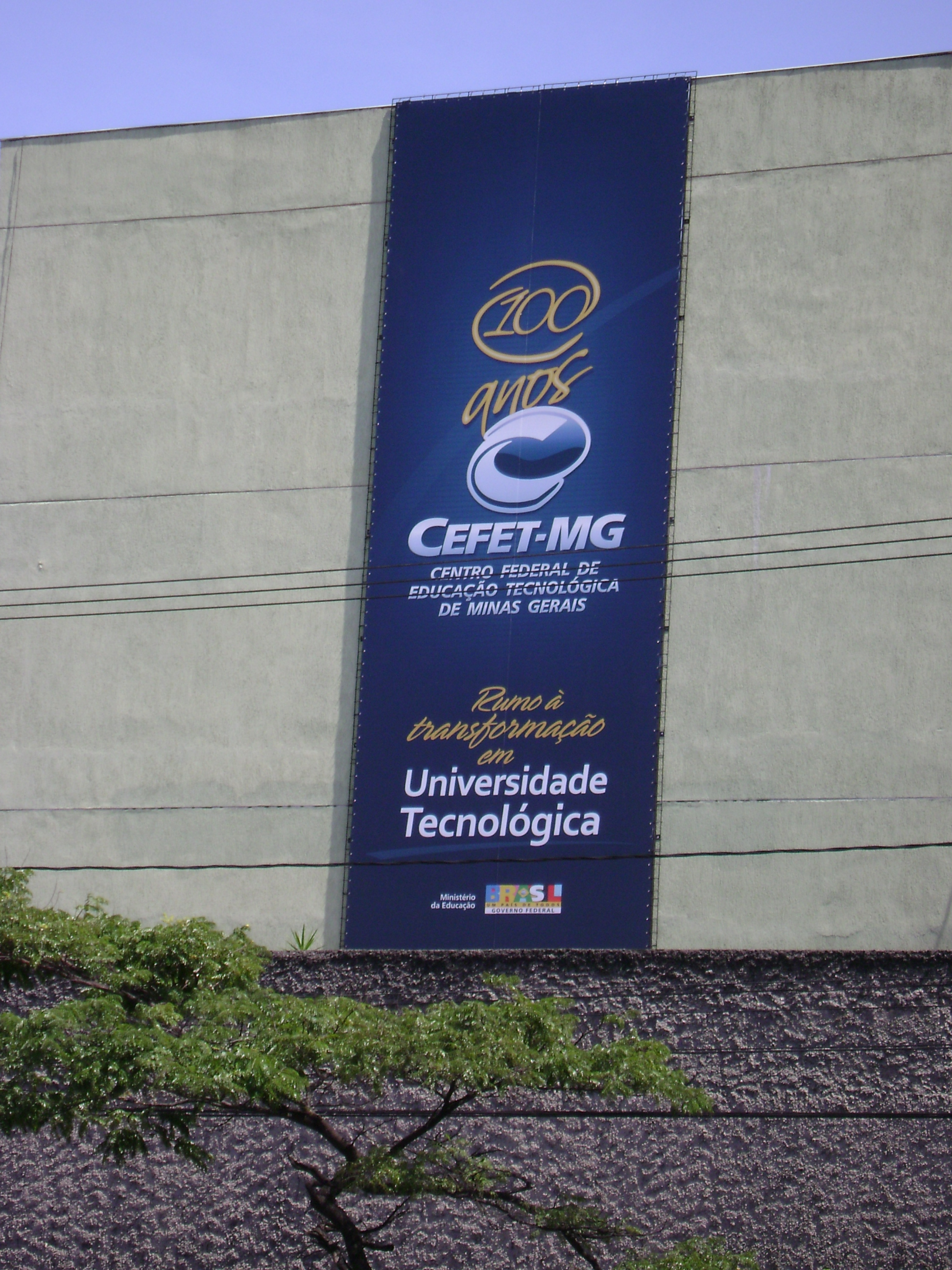
Bảng hiệu kỷ niệm 100 năm thành lập trung tâm, thông báo chuyển tên từ Đại học kỹ thuật của bang sang tên mới.

Centro Federal de Educação Tecnológica de Minas Gerais (Trung tâm Liên bang về Giáo dục công nghệ của Minas Gerais, CEFET-MG) là một trung tâm giáo dục nằm ở Minas Gerais, Brazil.
Đây là một trung tâm công nghệ cung cấp một loạt các khóa học ở bang Minas Gerais, ở phía đông nam của Brazil. Với khoảng 15.000 sinh viên, 650 giáo sư và hơn 400 nhân viên, tổ chức các thực hiện giảng dạy kết hợp với nghiên cứu và mở rộng cộng đoàn ở các cấp độ giáo dục trung học và cao hơn.
Các cơ sở I, II và VI được đặt tại Amazonas Avenue ở Belo Horizonte. Các cơ sở giáo dục phi tập trung khác nằm trong bang Minas Gerais, các thành phố Leopoldina, Araxa, Divinópolis, Varginha, Timóteo, Nepomuceno, Curvelo và Contagem.